# DIN-Norm

Logo des DIN (Deutsches Institut für Normung)

Eine DIN-Norm ist ein unter Leitung des Deutschen Instituts für Normung (DIN) erarbeiteter freiwilliger Standard, in dem materielle und immaterielle Gegenstände vereinheitlicht sind. DIN-Normen entstehen auf Anregung und durch die Initiative interessierter Kreise (in der Regel die deutsche Wirtschaft), wobei Übereinstimmung unter allen Beteiligten hergestellt wird.
Auf internationaler Ebene erarbeitete Standards sind zum Beispiel ISO-Normen oder die europäischen Normen EN. Die Bedeutung der Abkürzung DIN als Deutsche Industrienorm ist veraltet.
DIN-Normen basieren auf den gesicherten Ergebnissen von Wissenschaft, Technik und Erfahrung und dienen der Allgemeinheit. Sie werden im Prozess der Normung erarbeitet.
DIN-Normen sind Empfehlungen und können, müssen aber nicht benutzt werden. Grundsätzlich handelt es sich um „private Regelwerke mit Empfehlungscharakter“. Als solche können sie hinter dem Stand der Technik zurückbleiben, haben aber die Vermutung für sich, dass sie den Stand der Technik abbilden. Diese Vermutung kann durch Sachverständigenbeweis widerlegt werden.
Gelegentlich allerdings macht sich der Gesetzgeber das Vorhandensein zweckdienlicher Normen zunutze und legt die zwangsläufige Anwendung durch Gesetze oder Verordnungen fest. Natürlich steht es auch jedem frei, bei Ausschreibungen, Maschinenspezifikationen, Baubeschreibungen und technischen Festlegungen auf das vorhandene Normenwerk zurückzugreifen und die dort schriftlich fixierten Beschreibungen als Sollwerte zu benutzen.
Die Gesamtheit der DIN-Normen bezeichnet man als Deutsches Normenwerk. Internationale und Europäische Normen, die vom DIN übernommen wurden, werden ebenfalls als DIN-Norm bezeichnet und sind Teil des Deutschen Normenwerkes.

## Beispiele
- DIN 476 Papierformat (seit 2002 teilweise ersetzt durch DIN EN ISO 216)
- DIN 1301 SI-Einheitensystem
- DIN 1505 Titelangaben von Dokumenten
- DIN 5008 Schreib- und Gestaltungsregeln für die Text- und Informationsverarbeitung, regelt beispielsweise das Datumsformat

## Geschichte
Im Ersten Weltkrieg war es nötig, die Materialbeschaffung zu vereinheitlichen. Daher wurde im Mai 1917 der Normenausschuß für den Maschinenbau gegründet. Dieser wurde wenige Monate später am 22. Dezember 1917 in den Normenausschuß der deutschen Industrie (NDI) umbenannt, deren Arbeitsergebnisse fortan als Deutsche Industrie-Norm bezeichnet wurden. Die entstandene Bezeichnung DI-Norm für die Arbeitsergebnisse des NDI wurde bald wieder verworfen. An ihre Stelle trat das Kurzzeichen DIN. Nach der erneuten Namensänderung Normenausschuß der Deutschen Industrie in Deutscher Normenausschuß im Jahre 1926 wurde DIN nicht mehr als Deutsche Industrie-Norm, sondern vorübergehend als das ist Norm gedeutet. Beide Deutungen sind überholt, wenn sie auch immer noch nicht vergessen sind. In manchen Kreuzworträtseln heißt es z. B. auch heute immer noch: Kurzzeichen für Deutsche Industrie-Norm = DIN. Heute gilt der Name DIN als Kennzeichen der Gemeinschaftsarbeit des DIN Deutsches Institut für Normung e. V.
Die erste DIN-Norm erschien am 1. März 1918: „DIN 1 – Kegelstifte“ und galt bis 1992, als sie durch die europäische Norm EN 22339 ersetzt wurde. 1927 erschien die 3000. Norm, das Normenwerk umfasste im Jahr 1948 8200 Normen, im Jahr 2012 bereits 33.149 gültige DIN-Normen. Es gibt DIN-Normen zu vielen Themengebieten, unter anderem Maschinenbau, Bauwesen, Luft- und Raumfahrt, Informationstechnik, Umweltschutz, Feinmechanik, Optik und Dienstleistungen.
Das Normenwerk verändert sich ständig. Pro Jahr erscheinen über 2000 DIN-Normen neu. Spätestens alle fünf Jahre wird bei jeder Norm turnusmäßig überprüft, ob sie noch gebraucht wird und ob sie dem aktuellen Stand der Technik entspricht. Die Norm bleibt dann entweder unverändert, wird zurückgezogen oder überarbeitet. Die älteste derzeit gültige Norm (Stand Juli 2019) ist die DIN 1289 „Feuergeschränk für Kachelöfen; Fülltür für Füllfeuerung“ mit dem Ausgabedatum April 1928. In zunehmendem Maße setzt sich das DIN-Normenwerk aus nationalen Übernahmen Internationaler und Europäischer Normen zusammen. Der Anteil der rein nationalen Normen nimmt dagegen ab. Heute gibt es nur noch knapp 25 % rein deutsche Normen.

## Bezeichnung
DIN-Normen können nationale Normen, Europäische Normen oder Internationale Normen sein. Welchen Ursprung und damit welchen Wirkungsbereich eine DIN-Norm hat, ist aus deren Bezeichnung zu ersehen. Jedes Normdokument verfügt über eine DIN-Nummer. Die DIN-Nummer setzt sich aus dem Kurzzeichen und der Zählnummer zusammen. Seit 2004 wird die DIN-Nummer im Nummernfeld oben mittig des Dokuments genannt, im Feld rechts daneben das „DIN“-Zeichen. Der Titel steht seit 2004 mittig auf der Titelseite der Norm. Bis 2004 war das Titelfeld oben mittig und das Nummernfeld oben rechts angeordnet. Wenn nicht eine Europäische oder Internationale Norm übernommen wird, steht als Kurzzeichen nur das Verbandszeichen des DIN. Auf das Verbandszeichen folgt eine höchstens sechsstellige Zahl. Diese Zählnummer hat keine klassifizierende Bedeutung.
An der Normnummer lässt sich erkennen, welchen Ursprung eine Norm hat.
- DIN: (beispielsweise DIN 33430) DIN-Norm, die ausschließlich oder überwiegend nationale Bedeutung hat oder als Vorstufe zu einem übernationalen Dokument veröffentlicht wird.
- DIN EN: (beispielsweise DIN EN 14719) Deutsche Übernahme einer Europäischen Norm (EN). Europäische Normen müssen, wenn sie übernommen werden, unverändert von den Mitgliedern von CEN und CENELEC übernommen werden.
- DIN EN IEC: (beispielsweise DIN EN IEC 61265) Deutsche Übernahme einer unter Federführung von IEC oder CEN entstandenen Norm, die dann von beiden Organisationen veröffentlicht wurde.
- DIN EN ISO: (beispielsweise DIN EN ISO 9921) Deutsche Übernahme einer unter Federführung von ISO oder CEN entstandenen Norm, die dann von beiden Organisationen veröffentlicht wurde.
- DIN EN ISO/IEC: (beispielsweise DIN EN ISO/IEC 7810) Deutsche Norm auf der Grundlage einer Europäischen Norm, die auf einer Internationalen Norm der ISO/IEC beruht.
- DIN IEC: (beispielsweise DIN IEC 60912) Unveränderte deutsche Übernahme einer IEC-Norm.
- DIN ISO: (beispielsweise DIN ISO 10002) Unveränderte deutsche Übernahme einer ISO-Norm.
- DIN ISO/IEC: (beispielsweise DIN ISO/IEC 27009) Unveränderte deutsche Übernahme einer ISO/IEC-Norm.
- DIN CEN/TS bzw. DIN CLC/TS: (z. B. DIN CLC/TS 50459-1) Unveränderte deutsche Übernahme einer Europäischen Technischen Spezifikation.
- DIN ISO/TS: (beispielsweise DIN ISO/TS 22002-1) Unveränderte deutsche Übernahme einer Internationalen Technischen Spezifikation.
- DIN CWA: (beispielsweise DIN CWA 14248) Unveränderte deutsche Übernahme eines CEN- oder CENELEC Workshop Agreements (Technische Regel).
- DIN VDE: Themen der Elektrotechnik, Elektronik und Informationstechnik werden gemeinsam von DIN und VDE durch die DKE bearbeitet. Siehe dazu Liste der DIN-VDE-Normen.
- DIN SPEC: Erarbeitung von Spezifikationen: keine Einbeziehung aller interessierten Kreise und daher wesentlich schneller als die Normung

Sind DIN-Normen hinter der Bezeichnung „DIN“ mit weiteren Buchstaben – außer „E“ oder „VDE“ – bezeichnet, dann haben diese ein eigenes Nummerierungssystem, zum Beispiel: DIN 1 Kegelstifte, aber DIN EN ISO 1 Referenztemperatur für geometrische Produktspezifikation und -prüfung.
Ein Normenteil wird mit Bindestrich notiert (Teil 1 der DIN EN 3 als DIN EN 3-1), früher wurde „Teil 1“ ausgeschrieben oder „T. 1“ abgekürzt, noch früher hießen die Teile „Blatt“ und die Normen „Normblatt“.
Das Ausgabedatum der Fassung wird nach einem Doppelpunkt notiert, z. B. DIN 1301–1:2002–10, auf der Titelseite jedoch ausgeschrieben: Oktober 2002.
Bis um 1969 behielt eine Norm bei geringfügigen Änderungen ihr Ausgabedatum bei, auf die Änderung wurde mit einem angehängten kleinen Malkreuz hingewiesen; so bedeutet „März 1953xx“, dass eine im März 1953 ausgegebene Norm zweimal geringfügig überarbeitet wurde. Diese „Kreuzausgaben“ sollten dem Anwender den Vorteil einer handschriftlichen Berichtigung bei nur geringfügigen Änderungen statt Neukauf bringen.
Bis 1940 hatten Normen einiger Fachgebiete zwischen dem Wort „DIN“ und der Nummer eine Buchstabenkennzeichnung, z. B. BERG für den Berg-, HNA für den Schiff-, LON für den Lokomotiv- und Kr für den Kraftfahrzeugbau. Nach der Einführung fünfstelliger Normnummern wurden für diese Fachgebiete vorzugsweise bestimmte Nummernbereiche vorgesehen, beispielsweise 70000 bis 79999 für den Kraftfahrzeugbau.

## Normungsprozess
Das Einleiten von Normungsarbeiten kann von jedem Interessierten beantragt werden, indem ein begründeter Normungsantrag, möglichst mit konkreten Vorschlägen, formlos schriftlich gestellt wird. Ist ein Bedarf ermittelt und die Finanzierung gesichert, wird der Antrag zum Normungsprojekt und dieser einem Arbeitsgremium zugeteilt.
Im Ausschuss treffen die interessierten Kreise aufeinander, wobei die Anzahl der Experten nicht höher als 21 sein soll, und erarbeiten auf Basis einer Normvorlage einen Norm-Entwurf. Dieses Dokument soll im Konsens entstehen. Der Norm-Entwurf wird veröffentlicht. Die Öffentlichkeit hat dann vier Monate Zeit, um zum Norm-Entwurf Stellung zu beziehen. In weiteren drei Monaten berät der Arbeitsausschuss die Stellungnahmen. Ein Schlichtungsverfahren regelt strittige Fälle. Nach der Verabschiedung der endgültigen Fassung durch den Ausschuss und die Prüfung durch das DIN wird das Ergebnis als DIN-Norm veröffentlicht.
Der Normungsprozess wird detailliert in der DIN 820-4 „Normungsarbeit – Geschäftsgang“ geregelt.

## Normenstufen
Die Entwicklungsstufe bzw. der Status einer Norm wird im Titel angegeben. Vor einigen Jahren entfiel die farbige Differenzierung der Ausgaben entsprechend ihres Status (Gelb-, Rot-, Blau- und Weißdruck). 
Man unterscheidet folgende Normenstufen:
Norm (früher „Weißdruck“)Durch Normenorganisationen verabschiedete Endfassung einer Norm.
AuswahlnormEine Auswahlnorm ist nach DIN 820-3 eine Norm, die ohne sachliche Veränderungen oder Zusätze „für ein bestimmtes Fachgebiet einen Auszug aus einer anderen Norm enthält“.
Vornorm (früher „Blaudruck“)Eine Vornorm ist das Ergebnis einer Normungsarbeit, das wegen bestimmter Vorbehalte zum Inhalt oder wegen des gegenüber einer Norm abweichenden Aufstellungsverfahrens vom DIN noch nicht als Norm herausgegeben wird. (DIN V …, DIN V ENV …). Durch die Anwendung einer Vornorm sollen auch die notwendigen Erfahrungen gesammelt werden, die dann die Grundlage zur Erstellung einer regulären Norm bilden können.
Normentwurf (früher „Gelbdruck“ oder „Rotdruck“)Ein Normentwurf wird der Öffentlichkeit mit seiner Herausgabe zur Prüfung und Stellungnahme vorgelegt. Diese Stellungnahmen sind innerhalb einer definierten Einspruchsfrist beim DIN einzureichen. Nach Prüfung der Einsprüche und Stellungnahmen kann der Normentwurf durch eine endgültige Norm abgelöst werden oder in einen erneuten Entwurf münden. Der Inhalt eines Entwurfs kann deshalb von der Endfassung der Norm gleicher Nummer abweichen. (E DIN …, prEN …) Normentwürfe haben deshalb nicht den Status einer verabschiedeten Norm, sie können aber in gegenseitigem Einvernehmen zwischen Vertragspartnern eingesetzt werden.
BeiblattEin Beiblatt zur Norm enthält zusätzliche Informationen zu einer Norm, welche allerdings nicht Norminhalt sind, sondern Auswahlreihen oder Anwendungsbeispiele. Beiblätter haben ein eigenes Ausgabedatum, sie gehören nicht zwingend zu einer Ausgabe einer Norm dazu.
KreuzausgabeKreuzausgaben waren bis etwa 1969 Normausgaben mit geringfügigen Änderungen, Näheres im Abschnitt über die Bezeichnung von DIN-Normen.
Norm-Vorlage und Normungsantrag: Für beides gilt, dass diese „jedermann stellen darf, der begründet sein muss und möglichst bereits einen konkreten Vorschlag enthalten sollte“; sie sind keine Normenstufen, sondern den konkreten Normenstufen vorgelagerte Entstehungsschritte einer Norm.

## Art und Inhalt
Nach DIN 820-2:2008–05 unterscheidet man zwischen normativen und informativen Inhalten einer DIN-Norm. Normative Elemente sind die Festlegungen und der Anwendungsbereich der Norm. Zu den informativen Elementen zählen z. B. die Dokumentenkennzeichnung, der Entwicklungshintergrund und der Zusammenhang mit anderen Dokumenten. Früher wurden die informativen Teile als nicht zum Norminhalt gehörender Teil der Norm bezeichnet.
Beiblätter dürfen nur weitergehende Informationen zu einer DIN-Norm enthalten, aber keine zusätzlichen normativen Festlegungen.

### Arten von Normen
Im Folgenden werden einige übliche Normenarten angegeben, diese schließen sich gegenseitig nicht aus.
GrundnormNorm, die ein weit reichendes Anwendungsgebiet hat oder allgemeine Festlegungen für ein bestimmtes Gebiet enthält. Sie kann zur direkten Anwendung bestimmt sein oder als Basis für andere Normen dienen.
TerminologienormNorm, die sich mit Benennungen beschäftigt und deren Definitionen enthält.
PrüfnormNorm, die sich mit Prüfverfahren und Festlegungen beschäftigt, wie etwa Probenentnahme, Anwendung statistischer Methoden oder Reihenfolge der einzelnen Prüfungen.
ProduktnormNorm, die Anforderungen festlegt, die von einem Produkt erfüllt werden müssen, um dessen Gebrauchstauglichkeit sicherzustellen. Sie kann auch Aspekte wie Terminologie, Prüfung, Probenentnahme, Verpackung, Etikettierung und Anforderungen an den Herstellungsprozess enthalten. Man unterscheidet je nach Umfang der Norm auch Abmessungsnormen, Werkstoffnormen und Liefernormen.
VerfahrensnormNorm, die Anforderungen festlegt, die durch Verfahren erfüllt werden müssen, um die Gebrauchstauglichkeit sicherzustellen.
DienstleistungsnormNorm, die Anforderungen festlegt, die durch eine Dienstleistung erfüllt werden müssen. Dienstleistungsnormen können unter anderem in Gebieten wie Transport, Telekommunikation, Versicherung, Bankwesen und Handel erstellt werden.
SchnittstellennormNorm, die Anforderungen an die Kompatibilität von Produkten oder Systemen an Verbindungsstellen festlegt.
DeklarationsnormNorm, die anzugebende Daten enthält, mit denen ein Produkt, ein Prozess oder eine Dienstleistung zu beschreiben ist.
FachbereichsnormNorm, die für einen bestimmten Fachbereich bestimmt ist. Beispielsweise DDR-Fachbereichsnorm TGL 30033/1
WerknormNorm, die für den innerbetrieblichen Gebrauch bzw. für Zulieferungen bestimmt ist.

### Definitionen nach EN 45020
3.2 - Norm
Dokument, das mit Konsens erstellt und von einer anerkannten Institution angenommen wurde und das für die allgemeine und wiederkehrende Anwendung Regeln, Leitlinien oder Merkmale für Tätigkeiten oder deren Ergebnisse festlegt, wobei ein optimaler Ordnungsgrad in einem gegebenen Zusammenhang angestrebt wird
Anmerkung: Normen sollten auf den gesicherten Ergebnissen von Wissenschaft, Technik und Erfahrung basieren und auf die Förderung optimaler Vorteile für die Gesellschaft abzielen.
3.2.1  - Für die Öffentlichkeit zugängliche Normen
Anmerkung: Dank ihres Status als Normen, ihrer öffentlichen Zugänglichkeit und ihrer Änderung oder Überarbeitung, soweit dies nötig ist, um mit dem Stand der Technik Schritt zu halten, besteht die Vermutung, dass internationale, regionale, nationale oder Provinznormen (3.2.1.1, 3.2.1.2, 3.2.1.3 und 3.2.1.4) anerkannte Regeln der Technik sind.
 3.2.1.1 - internationale Norm
Norm, die von einer internationalen normenschaffenden Institution/Normungsorganisation angenommen wurde und der Öffentlichkeit zugänglich ist
3.2.1.2 - regionale Norm
Norm, die von einer regionalen normenschaffenden Institution/Normungsorganisation angenommen wurde und der Öffentlichkeit zugänglich ist
3.2.1.3 - nationale Norm
Norm, die von einem nationalen Normungsinstitut angenommen wurde und der Öffentlichkeit zugänglich ist
3.2.1.4 - Provinznorm
Norm, die auf der Ebene eines Teilgebiets eines Landes angenommen wurde und der Öffentlichkeit zugänglich ist
3.2.2  - Andere Normen
Anmerkung: Normen können auch auf anderen Grundlagen erstellt werden, z. B. Fachbereichsnormen oder Werknormen. Solche Normen können auch geographische Auswirkungen haben, die mehrere Länder betreffen.
CEN: Zitat aus DIN EN 45020:2006–Normung und damit zusammenhängende Tätigkeiten – Allgemeine Begriffe (ISO/IEC Guide 2:2004); Dreisprachige Fassung EN 45020:2006

## Zugang zu DIN-Normen und Norm-Entwürfen
Die aktuell gültigen Normen, aber auch Entwürfe und zurückgezogene Normen, lassen sich über die Webseite des Deutschen Instituts für Normung (DIN) recherchieren. Bei der DIN Media GmbH können DIN-Normen kostenpflichtig bestellt werden.
DIN-Norm unterliegen in der Regel urheberrechtlichem Schutz. Seit 2003 sind sie nur noch dann als amtliche Werke vom Urheberrechtsschutz freigestellt, wenn sie in ihrem Wortlaut in einer Rechtsnorm abgedruckt werden (vgl. § 5 Absatz 3 Satz 1 UrhG). Im privaten Bereich ist die Nutzung aber – wie bei anderen Veröffentlichungen auch – unter Umständen als Privatkopie (§ 53) genehmigungsfrei zulässig.
In Normen-Infopoints – zumeist Hochschulbibliotheken – können DIN-Normen kostenfrei eingesehen werden. Manchmal fallen jedoch Gebühren für die Anmeldung in der Bibliothek an.
Normen-Sammlungen zu bestimmten Sachgebieten werden als DIN-Taschenbücher (Format DIN A5) in den Handel gebracht, zum Beispiel Taschenbuch 1 mit den Grundnormen zur Mechanischen Technik. Sie sind in vielen Bibliotheken verfügbar. Zu einigen Themenbereichen sind Loseblattsammlungen erschienen, die Normen im Originalformat oder verkleinert abgedruckt und zusätzlich noch Kommentierungen enthalten können.
In einem Online-Portal für Norm-Entwürfe des DIN ist nach persönlicher Registrierung der kostenfreie Zugang zu vielen aktuellen Norm-Entwürfen während der Einspruchsfrist möglich; dabei besteht die Möglichkeit, online Stellungnahmen zu den Norm-Entwürfen abzugeben. Manche Normen werden jedoch ohne Veröffentlichung eines Norm-Entwurfs überarbeitet; in diesen Fällen kann gegen Entgelt ein Überarbeitungsmanuskript angefordert werden.
Die Datenbank NoRA (Normen-Recherche Arbeitsschutz) war ein breit angelegtes Rechercheinstrument für arbeitsschutzrelevante Normen. Sie wurde Ende 2023 abgeschaltet. Die Datenbank war ein Angebot der Kommission Arbeitsschutz und Normung (KAN) und der DIN Software GmbH, produziert aus der DITR-Datenbank. Die monatlich aktualisierte Datenbank enthielt Informationen zu über 15 000 Normen und stand in Deutsch und Englisch kostenfrei zur Verfügung. Das spezielle Suchwerkzeug ErgoNoRA fand Normen aus dem Bereich der Ergonomie. Zusatzangebote erlaubten Recherchen nach Normentwürfen und den kostenlosen Bezug des NoRA-Tickers.
Für vier EN-Normen, die als DIN-EN-Normen kostenpflichtig bei DIN Media erhältlich sind, entschied der Europäische Gerichtshof (EuGH) am 5. März 2024 in der Malamud-Entscheidung, dass diese kostenlos zur Verfügung gestellt werden müssen, da diese Normen Teile des Europäischen Unionsrechts sind.